# Bromophénol
Un bromophénol est un composé aromatique constitué d'un cycle benzénique substitué par un groupe hydroxyle (phénol) et par un ou plusieurs atomes de brome (bromobenzène).

## Liste des bromophénols
Il existe au total 19 bromophénols, divisés en cinq groupes, selon le nombre d'atomes de brome attachés au cycle benzénique :
- Monobromophénol
  - 2-Bromophénol
  - 3-Bromophénol
  - 4-Bromophénol
- Dibromophénol
  - 2,3-Dibromophénol
  - 2,4-Dibromophénol
  - 2,5-Dibromophénol
  - 2,6-Dibromophénol
  - 3,4-Dibromophénol
  - 3,5-Dibromophénol
- Tribromophénol
  - 2,3,4-Tribromophénol
  - 2,3,5-Tribromophénol
  - 2,3,6-Tribromophénol
  - 2,4,5-Tribromophénol
  - 2,4,6-Tribromophénol
  - 3,4,5-Tribromophénol
- Tétrabromophénol
  - 2,3,4,5-Tétrabromophénol
  - 2,3,4,6-Tétrabromophénol
  - 2,3,5,6-Tétrabromophénol
- Pentabromophénol